# Meänkieli
Meänkieli (wörtlich „unsere Sprache“) oder Tornedalfinnisch (schwedisch tornedalsfinska, finnisch tornionlaaksonsuomi) ist ein finnischer Dialekt, der im Tal Tornedalen (finnisch Tornionlaakso) des schwedisch-finnischen Grenzflusses Torneälv (finnisch Tornionjoki) in Lappland und Norrbotten gesprochen wird und entsprechend der Europäischen Charta der Regional- oder Minderheitensprachen in Schweden als nationale Minderheitensprache anerkannt ist. 

## Verbreitung
Meänkieli wird vor allem im Tal des Torneälv in und um Pajala, Haparanda, Övertorneå und in geringerem Umfang auch in Kiruna und Gällivare gesprochen. Weiterhin ist die Sprache in Städten vertreten, die verstärkt Zuzugsgebiet von Tornedalfinnen sind, wie z. B. Luleå und Stockholm. Die Anzahl der Sprecher des Tornedalfinnischen schwankt je nach Zählweise (aktive, passive Sprachbeherrschung, …) zwischen 30.000 und 70.000 Menschen.

## Sprache
Durch die Isolation der finnischsprachigen Bevölkerung Schwedens vom restlichen finnischen Sprachgebiet nach dem Verlust Finnlands an Russland im Jahre 1809 haben Entwicklungen der finnischen Sprache im 19. und 20. Jahrhundert kaum ihren Weg ins Tornedalfinnische gefunden. Dagegen wurde Meänkieli stark von der schwedischen Sprache beeinflusst, vor allem in Form von neuen Begriffen des modernen Alltags. Diese Entwicklung wurde auch durch Bestrebungen der schwedischen Regierung (zwischen 1888 und Anfang der 1960er Jahre) gefördert, die Tornedalfinnen zu assimilieren. Das Finnische wurde nach 1888 in der Schule weder als Unterrichtssprache benutzt noch überhaupt unterrichtet. Viele Tornedalfinnen beherrschen die Sprache heute nur noch passiv.
Aus linguistischer Sicht ist Meänkieli nicht sehr verschieden von der finnischen Sprache und wird in Finnland auch als Subdialekt des westfinnischen Dialekts verstanden. Aus sprachpolitischer Sicht und angesichts der daraus resultierenden Effekte wird Meänkieli heute aber durchaus als Sprache bezeichnet. 
Meänkieli unterscheidet sich vom Standardfinnischen unter anderem in Phonologie, Morphologie, Syntax und Wortschatz. 
Beispiel für Wortanleihen aus dem Schwedischen sind: fryysi (schwedisch frys – Gefrierschrank), piili (bil – Auto), räkinki (räkning – Rechnung).
Eine charakteristische Eigenheit des Tornedalfinnischen ist die sogenannte h-Metathese, bei der ein h um ein oder zwei Stellen im Wort verschoben wird. Aus dem urfinnischen talohon (ins Haus hinein, finnisch taloon) wird in Meänkieli talhoon.
Ein weiterer Unterschied zum Standardfinnischen besteht im Fehlen zweier Fälle, des Komitativs und des Instruktivs. Pohjanen und Muli geben in ihrer Grammatik Meänkieli rätt och lätt – Grammatik i meänkieli (2003) jedoch an, dass die beiden Fälle im Meänkieli sehr wohl vorkommen.
Man unterscheidet vier Varianten: den Torneälvdalsdialekt, den Vittangidialekt, den Jukkasjärvidialekt sowie den deutlicher von den übrigen abweichenden Gällivaredialekt (vor allem durch einen sehr hohen Anteil an schwedischen und samischen Lehnwörtern).

## Meänkieli heute
Am 2. Dezember 1999 erkannte der Schwedische Reichstag die finnischsprachige Bevölkerung von Tornedalen als Minderheit und Meänkieli als Minderheitensprache an.
In den letzten Jahrzehnten ist das Tornedalfinnische als gesprochene Sprache stark zurückgegangen. Vor allem junge Leute beherrschen Meänkieli heutzutage kaum noch aktiv. Unterstützung findet Meänkieli (diese Bezeichnung wurde erst in den 1980er Jahren geprägt) durch z. B. den Schriftsteller Bengt Pohjanen, durch Matti Kenttä, Eeva Muli, Kirsti Johansson, Marita Matsson-Barsk und Harriet Kuoppa, die an festen Regeln für Grammatik und Rechtschreibung des Tornedalfinnischen arbeiten. Vor den 1970er Jahren gab es weder eine eigenständige Schriftsprache noch wurde das Tornedalfinnische von seinen Sprechern allgemein als etwas anderes als ein finnischer Dialekt wahrgenommen. Für den Erhalt und die Weiterentwicklung der Sprache setzt sich der Interessenverband Svenska tornedalingars riksförbund – Tornionlaaksolaiset (STR-T) ein. Meänkieli wird unter anderem an den Universitäten in Luleå und Umeå unterrichtet; übersetzt wurden bereits erste Abschnitte der Bibel. Auch gibt es heute Fernsehsendungen auf Tornedalfinnisch.